# 11월 봉기
11월 봉기(November Uprising) 또는 사관학교 혁명(Cadet Revolution)은 폴란드, 리투아니아, 벨라루스, 우크라이나에서 발생한 러시아 제국의 지배에 대한 무장 반란이다.
1830년 11월 29일 바르샤바에서 러시아 제국군의 육군 사관학교에 소속되어 아직 임관하지 않은 젊은 부사관들을 표트르 비소츠키(Piotr Wysocki)가 이끌고 봉기한 것이 발단이 되었다. 얼마 안가 봉기는 폴란드 사회 구성원 대부분이 참가했다.
봉기는 몇 개의 지역에서 성공을 거두었지만, 결국 수치상에서 압도적인 우위를 차지한 이반 파스케비치(Ivan Paskevich) 장군이 이끄는 러시아군에게 진압되었다.

## 봉기 이전의 폴란드

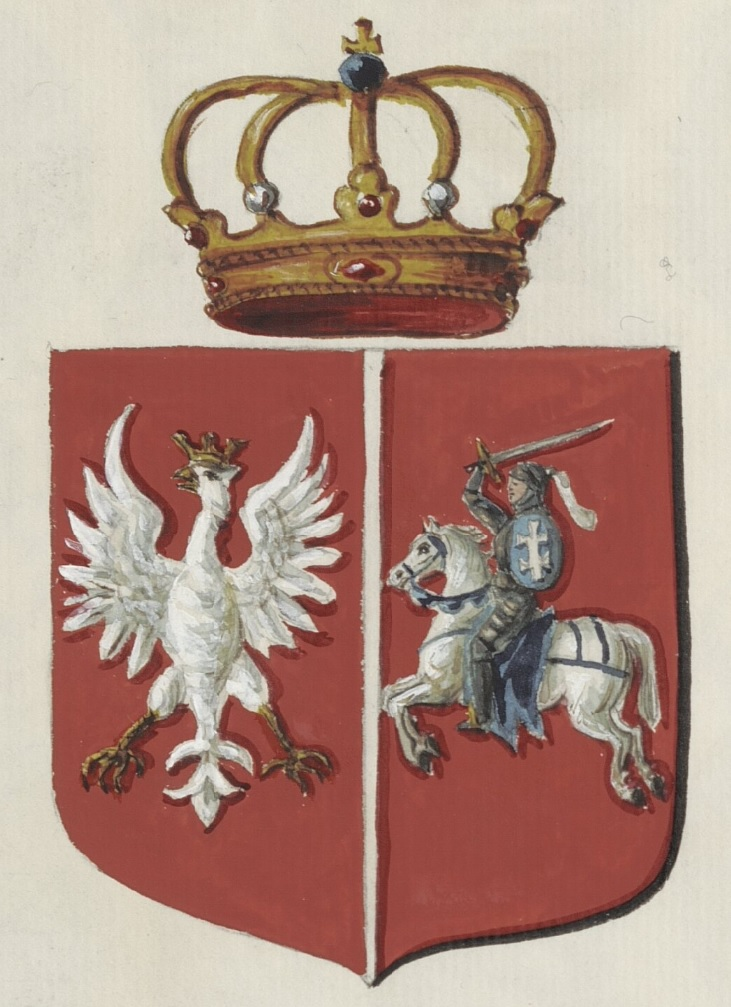
11월 봉기의 문장.

폴란드 분할 후 폴란드는 독립을 상실하고 국가로써의 실체를 잃었다. 그러나 나폴레옹 전쟁과 러시아 및 오스트리아에 대한 폴란드 분할시대의 여러 전쟁의 결과 그 옛 영토의 일부에 바르샤바 공국이 건국되었다. 그런데, 이 새로운 국가도 빈 회의 결의에 의해 소멸되고 다시 러시아, 프로이센, 합스부르크 제국에 의해 분할되었다. 오스트리아-헝가리는 옛 연방의 남부의 일부를 병합하고 프로이센은 서부를 빼앗아 반자치적인 포젠 대공국(Grand Duchy of Poznań)을 창설했고, 분할에서 지도적인 역할을 맡았던 러시아는 옛 영토의 남은 대부분에 반자치적인 폴란드 입헌왕국을 두어 이를 지배했다.
얼마 안가 입헌왕국은 꽤 대폭적인 자치권을 갖게 되어 러시아의 지배에 간접적으로 종속하는 형태가 되었다. 러시아와 입헌왕국은 동군연합이 되어 러시아 황제가 폴란드 왕을 겸직하고, 폴란드 국가는 독자의 세임(Sejm)과 정부를 두고 재판소, 군대, 국가재정 면에서도 독립하게 되었다. 그러나 입헌왕국에게 주어진 자유는 서서히 소멸되고, 헌법은 조금씩 러시아 당국이 무시하기 시작했다. 알렉산드르 1세는 정식으로 폴란드 왕으로써 대관식을 거행하지 않았다. 그 대신 황제는 헌법을 위반하고 동생 콘스탄틴 파블로비치 대공을 총독에 임명했다.
빈 회의에서 결정된 결의가 조인 된지 얼마 안가 러시아는 이 결의를 존중하지 않았다. 1819년 알렉산드르 1세는 입헌왕국에 있던 출판의 자유를 빼앗고 검열을 도입했다. 니콜라이 니콜라이예비치 노보실리체프(Nikolay Nikolayevich Novosiltsev) 백작이 이끄는 러시아 비밀경찰은 폴란드 지하조직에게 박해를 개시해 1821년 칙령에 의해 프리메이슨이 금지되었다. 1825년 세임의 의사진행은 비공개가 되었다.
동군연합을 지지하는 대다수의 폴란드인 정치가의 항의에도 불구하고, 콘스탄틴 대공은 당시 유럽에서 가장 진보적이었던 폴란드 헌법을 준수하지 않는 정치를 운영했다. 대공은 폴란드 인의 사회조직 및 애국자 조직, 카리슈파(Kaliszanie)의 자유주의적인 반체제운동을 박해해 중요한 행정관직을 폴란드인으로부터 빼앗아 러시아인에게 주었다. 폴란드인 요안나 그루진스카(Joanna Grudzińska)와 결혼했음에도 불구하고 대공은 일반적으로 폴란드를 민족의 적이라고 보고 있었다. 더욱이 콘스탄틴이 폴란드 군의 사령관이 된 것은 사관학교 안에서 심각한 대립을 불러일으켰고, 이러한 불화 때문에 입헌왕국 안에서 군대가 최초로 여러 가지 음모를 계획하게 된 것이다.

## 발단

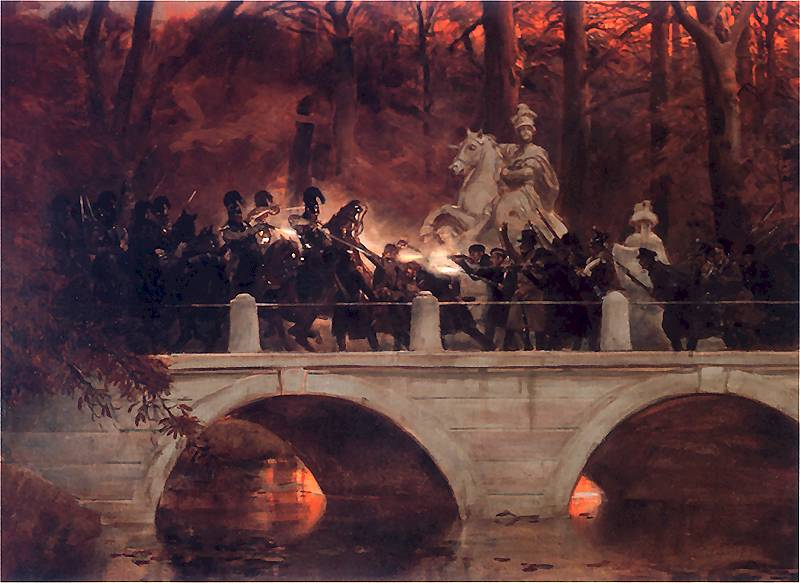
바르샤바 와지엔키 공원 다리에서 러시아 흉갑기병과 폴란드 반란군 사이의 충돌. 배경으로 얀 3세 소비에스키 왕의 기마상이 있다. 보이치에흐 코사크의 작품, 1898년.

군사충돌의 시작은 표트르 비소츠키에게 지도를 받던 젊은 사관학교의 생도들이 음모를 계획해 1830년 11월 29일 무장한 채 콘스탄틴 대공의 거처였던 베르베델 궁전(Belweder Palace)을 습격한 사건이었다. 바르샤바에서 봉기를 확산시킨 것은 폴란드 군을 동원해 프랑스의 7월 혁명과 벨기에 혁명을 진압하려는 러시아의 계획이 명확하게 폴란드 헌법에 위반되는 것이었기 때문이다. 반란자는 베르베델에 들이닥쳤으나, 대공은 여장한 채 궁전을 탈출했다. 반란자는 도시의 중심에 있던 무기고로 향했고, 작은 다툼 후에 이를 점거했다. 다음날 무장한 폴란드 시민이 러시아군을 바르샤바의 북쪽으로 철수시켰다. 이 사건은 바르샤바 봉기(Warsaw Uprising) 혹은 11월의 밤(November Night;폴란드어: Noc listopadowa)이라고 불렀다.

## 봉기
11월 29일 밤의 사건은 순식간에 널리 퍼졌고, 놀라움을 불러 일으켰다. 폴란드 정부("행정평의회";Administrative Council)가 즉시 소집되어 이 사태를 통제하기 위한 방침과 이후 일련의 행동에 대해 협의했다. 인기가 없던 관료는 경질되고, 인망이 높은 아담 이에지 차르토리스키 공(Prince Adam Jerzy Czartoryski), 역사가 유리안 우르신 니엠츠에비치(Julian Ursyn Niemcewicz), 유제프 흐워피스키(Józef Chłopicki) 장군이란 인물이 새로운 정부에 참여했다. 차르토리스키 공을 중심으로 한 황제 충성파는 곧 콘스탄틴 대공과 교섭을 개시해 사태를 평화적으로 해결하려고 했다. 그러나 차르토리스키가 콘스탄틴이 공격자를 사면할 작정으로 사건을 온건한 형태로 수습할 분위기라고 알리자, 마우리츠 모프나소키(Maurycy Mochnacki)와 기타 급진파는 격분하여 화해를 거절하고, 국민봉기를 개시할 것을 요구했다. 러시아와의 갑작스런 교전을 두려워한 정부는 콘스탄틴과 러시아군을 떠나게 하는 것에 동의했다.

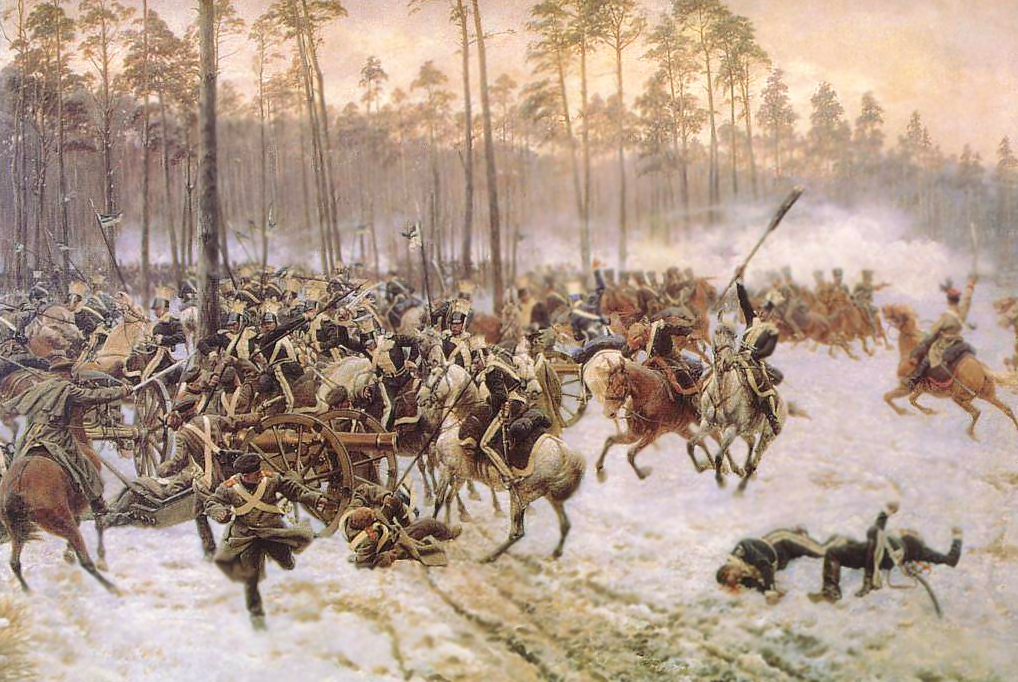
스토체크 전투

모프나소키는 새로 임명된 각료들을 신용하지 않고, 정부의 중심인물을 자신들의 조직인 애국협회의 사람들로 교체했다. 12월 3일 바르샤바에서 대대적인 시위행동이 일어나 모프나소키는 정부와 시외에서 야영하던 콘스탄틴 대공을 공공연하게 비난했다. 모프나소키는 전쟁에 의한 황폐를 피하고, 폴란드 본국의 식량공급 확보를 위해 리투아니아에 대한 군사원정을 주장했다. 이들 애국협회는 정부(행정평의회)에 많은 요구를 내놓았다. 그중에 주요 항목에는 혁명정부의 수립과 콘스탄틴이 이끄는 러시아군부대에 대한 즉각 공격 등이 있었다. 빈센티 크라신스키(Wincenty Krasiński) 백작과 지그문트 크루나토프스키(Zygmunt Kurnatowski) 백작 등 2명을 제외한 모든 장군이 폴란드군을 이끌고 봉기에 참가했다.

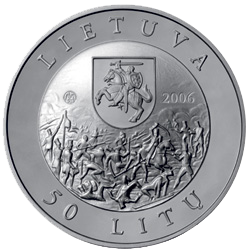
봉기를 기념해 헌정한 리투아니아 리타스 기념 동전

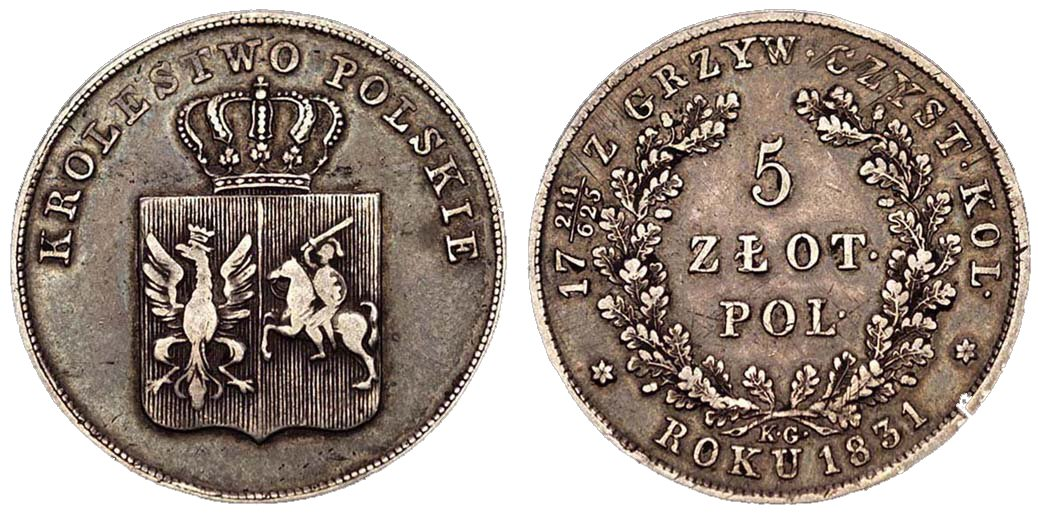
폴란드 현대 5 즈워티 동전

봉기이전의 내각에 남은 4명의 각료가 행정평의회에서 축출되고, 모프나소키 및 그를 지지하는 요아힘 레레벨(Joachim Lelewel)등 애국협회의 3명의 멤버가 후임으로 들어갔다. 새로운 정부는 "임시정부"라고 불렀다. 이 일련의 행동을 정당화하기 위해 임시정부는 세임을 소집하고 1830년 12월 5일 세임은 흐워피스키를 "봉기에 의한 독재관" 이라고 선언했다. 흐워피스키는 이 봉기를 광기의 재판이라고 생각했으나 강한 압력에 굴복해 잠시 동안 군대를 이끄는 것에 동의했다. 야전에서 승리할 것이라는 부질없는 희망은 갖고 있지 않았다. 그는 많은 훈장을 갖고 있던 역전의 용장이었으나 콘스탄틴 대공에게 속아 군에서 퇴역하였다. 흐워피스키는 러시아 제국의 힘을 과대평가하였고, 폴란드 혁명운동의 열광적인 힘을 과소평가 했다. 그 기질과 신념에서 흐워피스키는 러시아와의 전쟁에서 승리한다고는 생각하지 않았고, 이 전쟁에 반대했다. 그는 국내평화의 유지와 헌법보호만을 바라고 독재관직을 물려받았다.

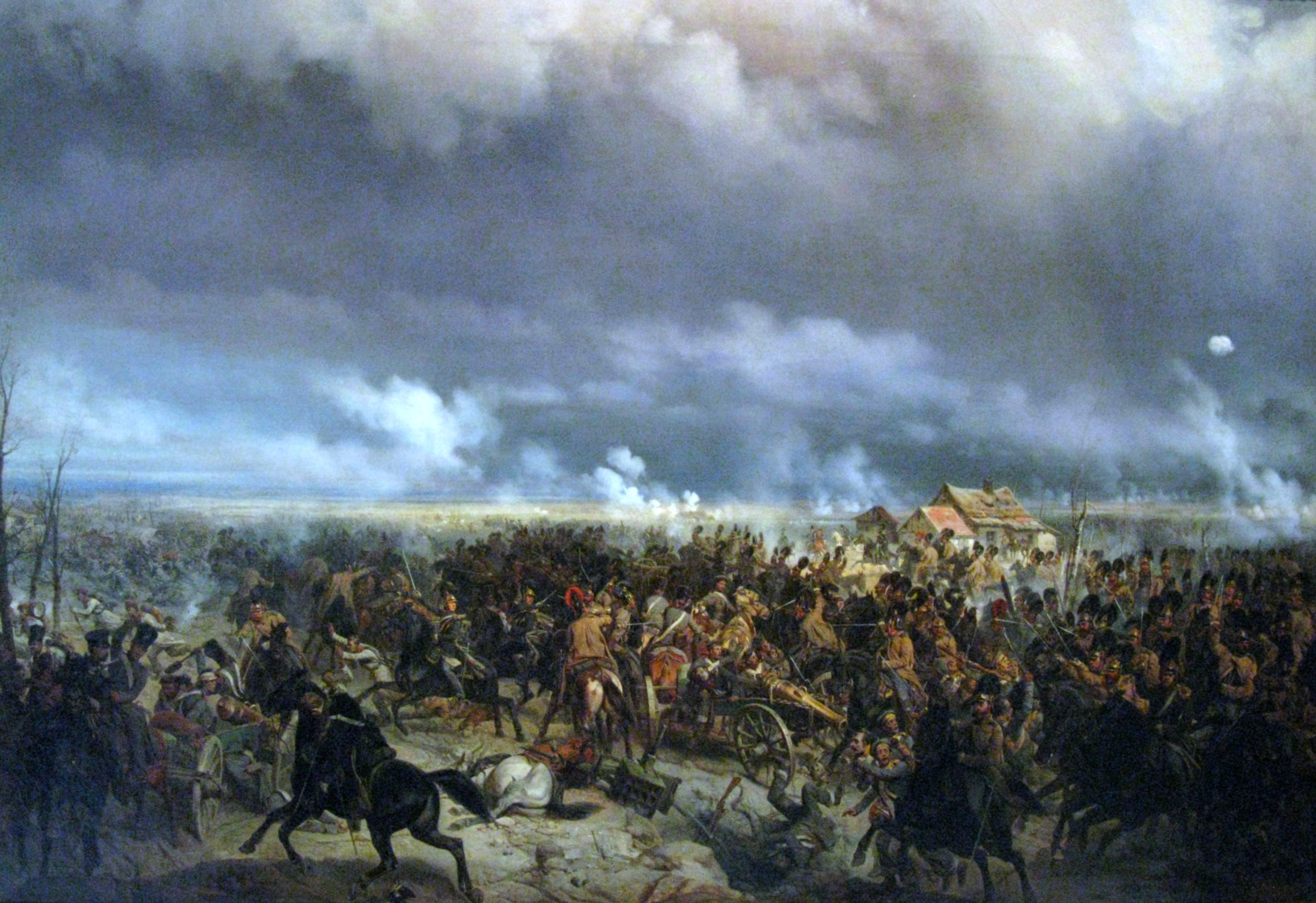
오르신카 그로호프스카 전투

폴란드인은 황제 니콜라이 1세가 형 콘스탄친 대공의 궁지를 눈치채지 못한 것으로 믿고, 봉기는 러시아가 권위를 지키는 것으로 체제를 인정받아 진정화 시킬 수도 있다고 생각되어 흐워피스키는 곧 처음엔 프란치센크 크사베리 드루소키 루베소키(Franciszek Ksawery Drucki-Lubecki) 공을 상트페테르부르크로 파견해 교섭을 진행했다. 흐워피스키는 폴란드 군의 강화를 중지하고, 군사공격에 의해 러시아군을 리투아니아로 철수시킬 수 있을 것이다라는 의견을 거절했다. 그러나 바르샤바의 급진파는 전쟁과 폴란드의 완전한 자유를 요구하였다. 12월 13일 세임은 기어코 러시아에 대한 "민족봉기"를 선언하고, 1831년 1월 7일 드루소키 루베소키 공이 어떠한 양보도 얻지 못한 채로 귀국했다. 차르는 폴란드의 완전하고 무조건적인 항복을 요구하고 "폴란드인은 항복하고, 황제의 자비에 따라야한다."라는 선언을 내놓았다. 그러나 황제의 의도는 흐워피스키가 그 다음날 독재관을 사임하는 것으로 좌절되었다.

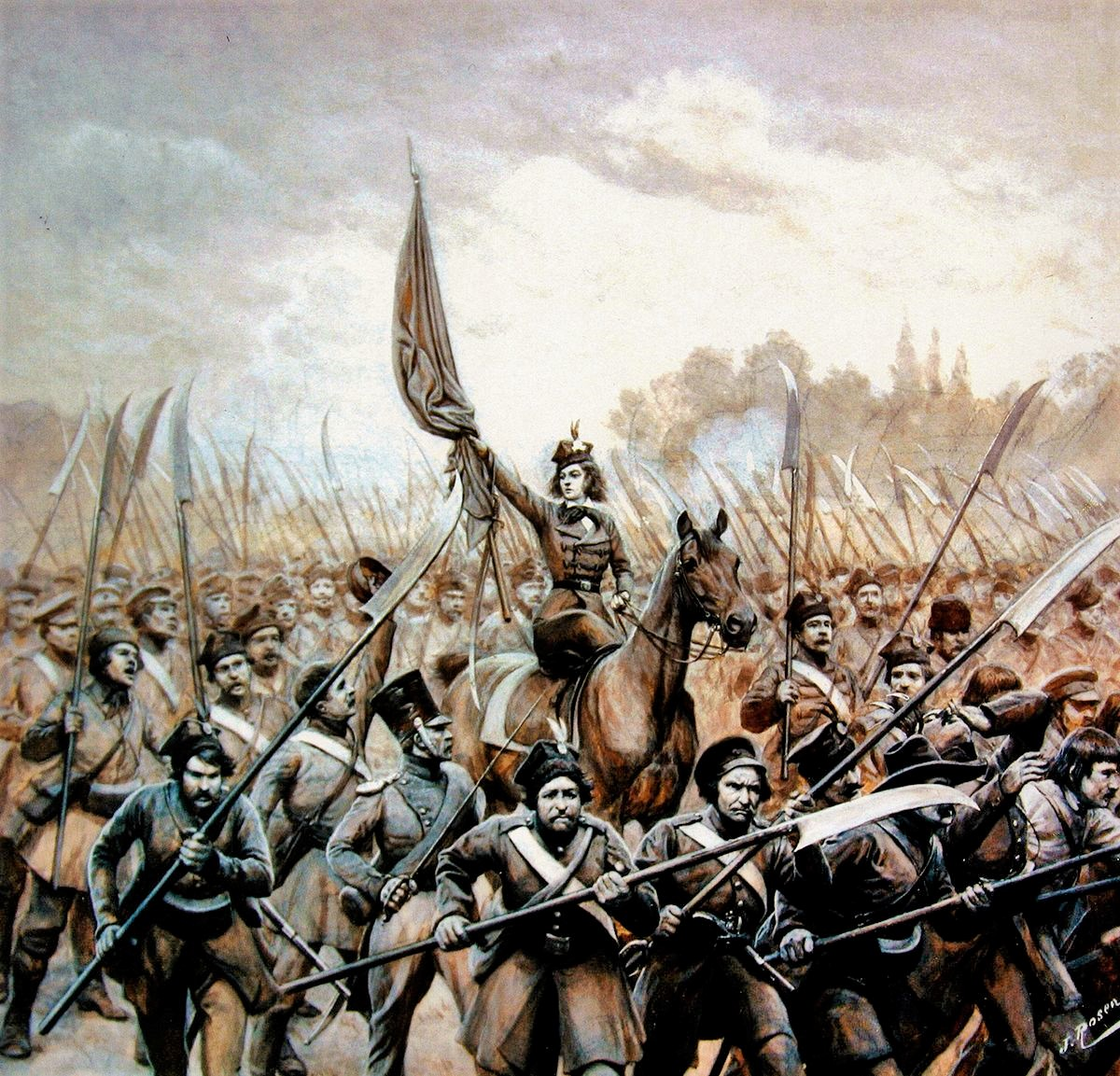
에밀리아 플라테르가 이끄는 낫을 든 농민 1831

폴란드의 정치권력은 이제야말로 요아힘 레레벨이 이끄는 애국협회에 모인 급진파들의 손에 넘어갔다. 1831년 1월 25일 세임은 니콜라이 1세를 폐위하는 내용의 법령을 통과시켜 러시아-폴란드 동군연합을 법적으로 해소시켰다. 이것은 러시아에 대한 선전포고를 한 것이나 마찬가지였다. 그리고 "폴란드 민족은 독립한 사람들로써 왕에 상응하는 인물이 폴란드 왕관을 씌고 권리를 갖고 그 인물은 스스로 맹세한 신조를 실수하지 않고 준수하고, 성의를 다해 시민의 자유를 보증하는 계약을 존중해야 한다"는 선언이 나왔다.
1월 29일 아담 이에지 차르토리스키를 수반으로 국민정부가 수립되고 미하우 게데온 라지비우(Adam Jerzy Czartoryski)가 흐워피스키가 사직한 독재관직을 인계 받았다. 흐워피스키는 설득을 받아 군을 지휘하는 것에는 동의했다.

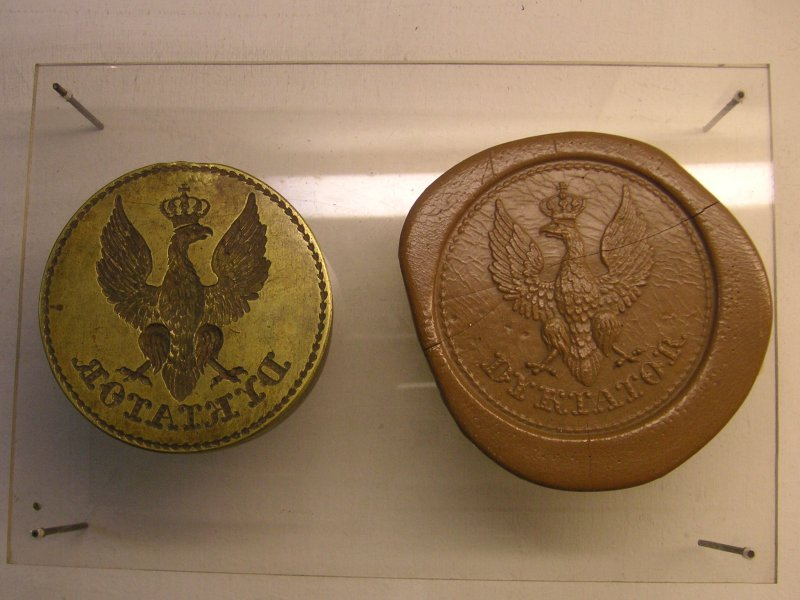
봉기 때 독재관의 인장

## 러시아-폴란드 전쟁
리투아니아를 주 전장으로 한다는 폴란드측의 구상은 실현하기에는 너무 늦었다. 수일 후 육군원수 한스 카를 폰 디비취(Hans Karl von Diebitsch)가 이끄는 115,000명의 러시아군의 정예가 폴란드 국경을 통과했다. 최초의 대규모 전투는 1831년 2월 14일 우소크(Łuków) 근교의 스토체크(Stoczek) 마을에서 일어났다. 이 스토체크 전투(Battle of Stoczek)에서 유제프 드베르니소키(Józef Dwernicki) 준장 휘하의 폴란드 기병대는 적의 장군 테오도르 가이스마르(Teodor Geismar)가 이끄는 러시아 부대를 격파했다. 그러나 이 승리는 많은 희생을 내고 얻은 것이었고, 거기에 러시아의 바르샤바 진군을 저지하는 데는 실패했다. 도브레(Dobre), 바베르(Wawer), 비아워웽카(Białołęka)에서의 전투는 양군 모두 결정적인 승리를 얻지 못했다.
폴란드군은 수도방어를 위해 비스와강(Vistula River) 우안에 집결했다. 2월 25일 약 40,000명의 폴란드군 분대는 바르샤바의 동쪽에서 60,000명의 러시아군과 충돌해 오르신카 그로호프스카 전투(Battle of Olszynka Grochowska)가 일어났다. 양군은 2일간 격전끝에 많은 희생자를 내고 쌍방 모두 철수했다. 7,000명의 폴란드 병사가 전사했으나 러시아군측의 전사자는 그보다 약간 더 많았다. 디비취는 세드르츠에(Siedlce)로 철수를 승인하여 폴란드군은 바르샤바 방위에 성공했다.

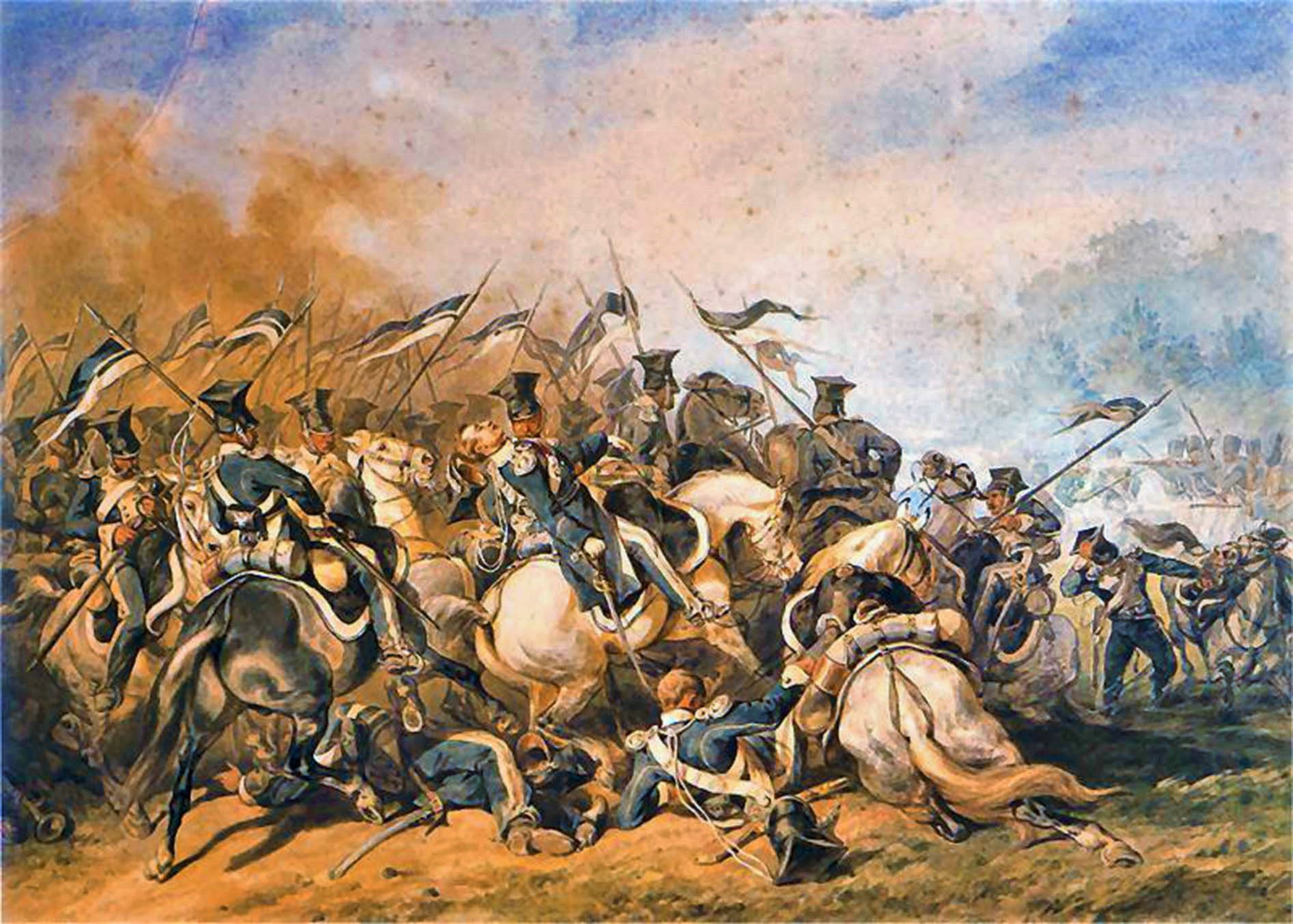
Battle of Ostrołęka, 1831. Painting by Juliusz Kossak.

흐워피스키는 일련의 전투에서 용맹을 발휘했으나 오르신카 전투에서 부상을 입어 사령관의 지위를 얀 스쿠시네소키(Jan Skrzynecki)에게 넘겼다. 스쿠시네소키는 흐워피스키와 마찬가지로 나폴레옹 아래에서 무공을 쌓아 명성을 얻은 인물로써 일찍히 콘스탄친 대공이 거북하게 여겨 퇴역하였다. 스쿠시네소키는 역시 러시아와의 전쟁을 무익하다고 확신했음에도 군을 이끌고 그로호프 전투를 승리로 이끌었다. 무능하고 결단력이 없던 미하우 게데온 라지비우가 독재관을 물러나고 스쿠시네소키가 후계자가 되었다. 그는 러시아의 군사령관과 교섭에 의해 전쟁을 종결시켜 폴란드에게 유리한 형태로 외국이 조정에 나서길 바랐다.
폴란드의 자유회복의 비원은 유럽에서 커다란 공감을 얻었다. 파리에서는 라파예트 후작의 주최로 폴란드를 열광적으로 지지하는 집회가 열렸다. 미합중국에서는 폴란드 독립의 대의를 위해 모금이 모아졌다. 그러나 프랑스 정부와 영국 정부는 이를 유괘하게 생각하지 않았다. 프랑스의 왕 루이 필리프 1세는 자신의 새로운 정권이 유럽 여러 나라에게 정통 정부로써 인정받은 것이 얼마 되지 않았었고, 팔머스톤 경은 친러시아파로 알려져 있었다. 영국은 이 사건이 프랑스 혁명정신의 재각성으로 이어지는 것을 두려워했고, 러시아가 약체화되는 것을 바라지 않았다. 팔머스톤 경은 말하면서 "유럽은 질서라는 대의를 위해 얼마안가 러시아의 국제공헌을 필요로 할 것이다. 그래서 폴란드가 프랑스와 동맹을 맺고, 프랑스령 비스와 지역으로 피하지 않으면 안 된다". 오스트리아와 프로이센은 러시아에게 호의적인 형태로써 중립을 선택했다. 두 나라는 자신들이 영유한 폴란드 지역을 봉쇄하고 입헌왕국 안으로 군수품을 일절 반입하지 못하게 했다.
이러한 상황 아래서 러시아와의 전쟁에는 어두운 불안의 조짐이 보이기 시작했다. 폴란드인들은 필사적으로 싸웠고, 볼히니아, 포돌리아, 사모기티아, 리투아니아를 반란에 치닫게 했다. 젊은 백작부인 에밀리아 플라테르와 몇 명의 여성들이 일으킨 리투아니아의 봉기를 제외하면 이러한 옛 폴란드, 리투아니아 연방령의 주변지역의 게릴라전은 커다란 효과를 얻지 못했고, 러시아에게 지역의 활력을 죽이는 기회를 제공하기만 했다. 그중에도 러시아군의 악명을 높인 것은 벨라루스의 오슈미야나(아시미야니;Ashmiany)란 작은 도시에서 일어난 주민에 대한 학살이었다. 한편 폴란드에서는 미하일 파블로비치 대공(Michael Pavlovich)이 이끄는 새로운 러시아군이 도착했으나 폴란드인에게 여러 번 패배했다. 그러나 항시적인 전쟁과 8,000명의 폴란드 병사가 목숨을 잃었던 오스트로벤카 전투 같은 피비린내 나는 전투가 되풀이 된 결과 폴란드 군은 확실히 소모를 보이기 시작했다. 장군들의 실책 및 빈번한 교체와 사임, 외국의 조정을 바라는 지속적인 소망과 총사령관의 게으름으로 인해 군대 사이에 절망감을 서서히 조장했다.
가장 격렬한 급진파는 정부의 태도뿐만 아니라, 농지개혁에 소극적인 일 및 농민의 토지보유권을 인정하지 않는 것을 비판하기 시작했다. 그러나 세임은 러시아와의 전쟁이 유럽 여러 나라에 사회적인 "혁명"으로 비춰지는 것을 두려워해 과격파에게 양보를 끌어내는 것을 연기함으로 이 문제를 보류시키게 했다. 그 때문에 처음엔 열렬했던 농민들의 열광은 수그러들고, 국민정부의 무능한 모습이 노출되게 되었다.
이 시기 러시아군에서는 사망한 디비취를 대신해 이반 파스케비치 장군이 지휘를 맡아 바르샤바를 포위하기 시작했다. 스쿠시네츠키는 러시아군의 결집을 저지하는데 실패하고, 세임은 그를 총사령관에서 파면시키고 헨리크 덴빈스키(Dembinski) 장군에게 일시적으로 총지휘를 맡기라고 요구하는 시민의 요구를 묵살했다. 상황은 시시각각 변했다. 폭동이 발생해 정부는 혼란에 빠졌다. 얀 크르코비에츠키(Jan Krukowiecki) 백작이 새로이 통치평의회의 수반이 되었다. 그는 폴란드의 군사적 승리를 거의 믿지 않았으나, 이 열광상태를 진정시키고 유리한 조건으로 전쟁을 끝마치는 것이 낫다고 생각했다.
유제프 소빈스키(Józef Sowiński) 장군의 결사 방어도 물거품이 되어, 바르샤바 근교의 보라가 9월 6일 파스케비치의 손에 떨어졌다. 다음날 바르샤바 방위군의 제2전선이 러시아군의 공격을 받았다. 9월 7일 밤 크르코비에츠키는 항복했으나 바르샤바는 아직 유지되고 있었다. 크르코비에츠키는 곧 물러났고, 보나벤투라 니에모요프스키(Bonawentura Niemojowski)가 새로운 폴란드 정부의 최고책임자가 되었다. 군과 정부는 비스와 강의 호반에 걸쳐진 모드린 요새(Modlin fortress;이후 러시아에 의해 노보-게오르기에프스크로 이름이 변경)로 도망쳐 들어갔고, 그 후 프워츠크로 철수했다. 라모리노(Ramorino) 휘하의 폴란드 반 군단이 오스트리아 국경 갈리치아를 통과한 후 항복하여 주력군에게 합류가 불가능하다는 뉴스가 전달되자 정부는 방침을 변경할 필요에 직면했다. 더 이상 전쟁의 지속이 불가능한 것이 명백해졌다.
1831년 10월 5일 20,000명의 폴란드군 잔당이 러시아에게 굴복하기 보다는 다른 곳으로 후퇴하기로 결정해, 프로이센 국경을 통과해 브로드니카(Brodnica)에서 항복했다. 스트르이엔스키(Stryjenski)란 이름의 대령 단 한 사람이 특별 대우를 기대하고 러시아에 항복했다.
돔브로프스키(Dombrowski)란 이전 세대의 장군의 예를 들어, 벰 장군도 프로이센과 갈리치아에서 폴란드군을 재건해 프랑스로 이끌고 가려고 했으나, 프로이센은 벰의 계획을 방해 했다. 프로이센으로 도망친 폴란드군은 50명에서 100명 단위로 독일 중심의 여러 지역을 방랑하며 통과하는 도중 독일의 여러 공국에서 열광적인 환영을 받았다. 작센 왕 안톤, 작센-바이마르 대공비, 작센-코부르크-고타 공작 에른스트 등 여러 명의 독일 군주들은 이 소란을 지지했었다. 그러나 독일 안에서 설립된 폴란드 문제에 관한 위원회는 러시아의 강력한 압력에 모두 봉쇄하는 것 밖에는 다른 방법이 없었다.

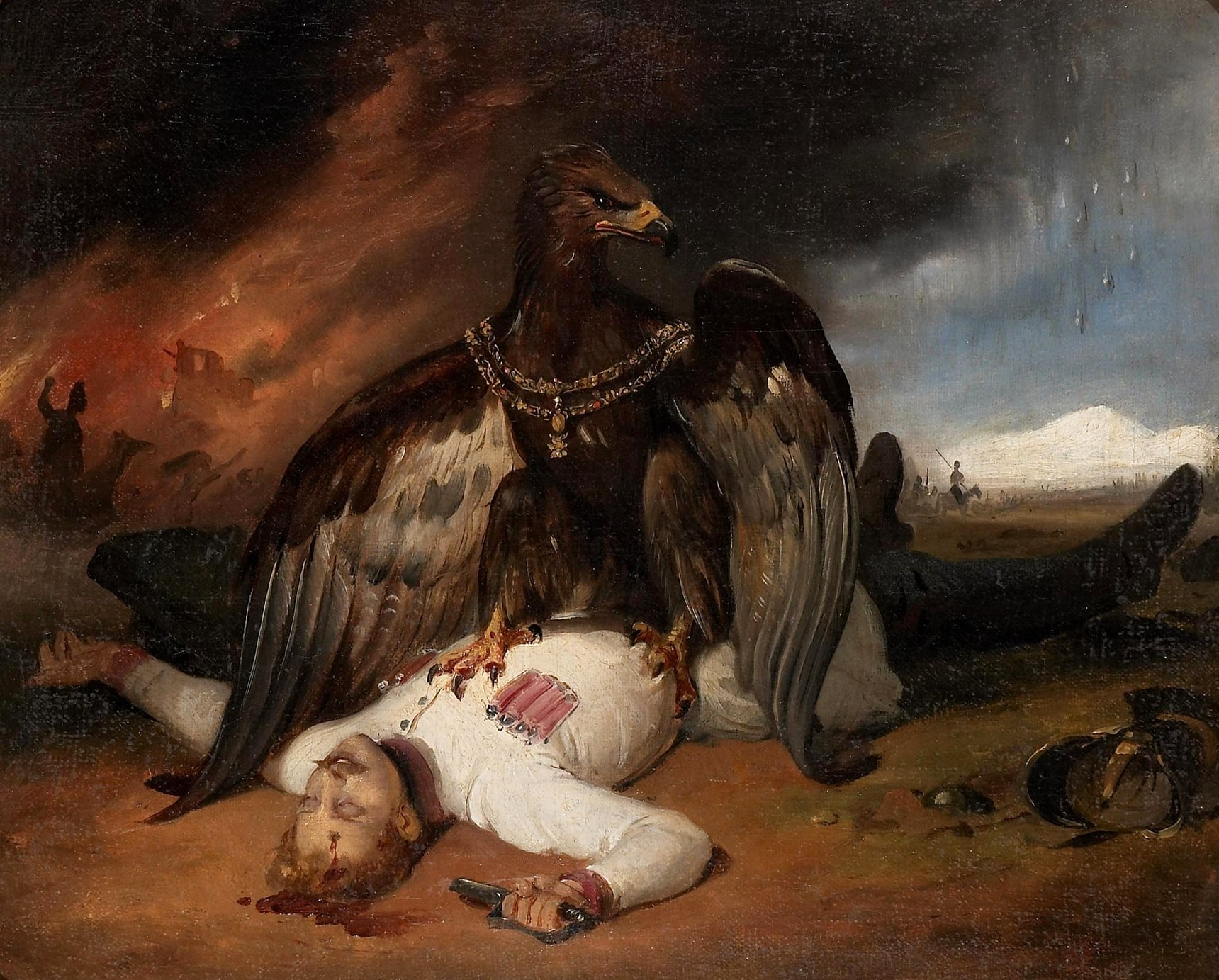
11월 봉기의 끝을 우화한 오라스 베르네의 1831년 작 "폴란드 프로메테우스".

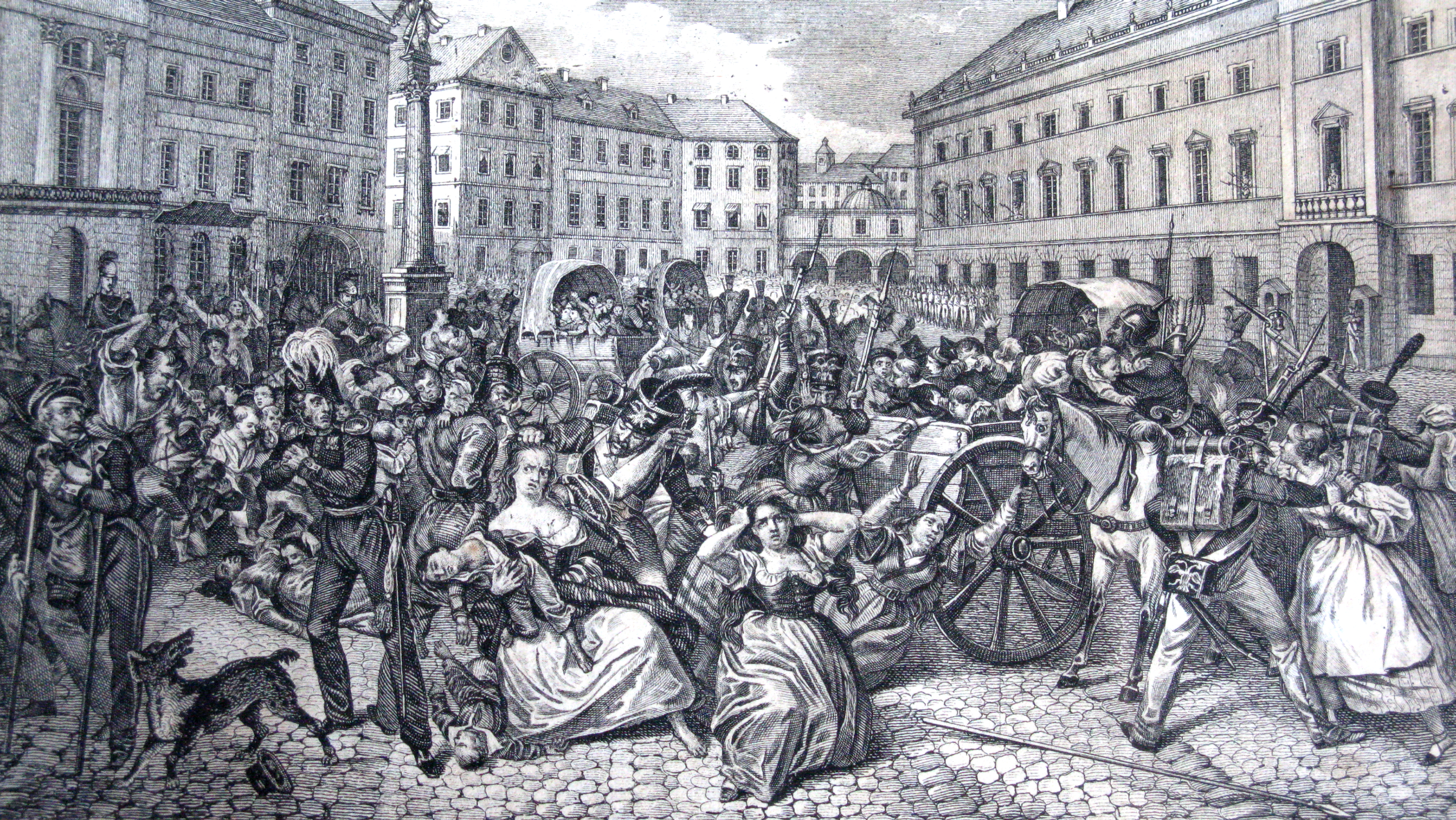
1831년 11월 봉기가 끝난 후 바르샤바에서 폴란드 어린아이들을 납치하는 러시아 병사들.

## 봉기 이후
아담 이에지 차르토리스키는 러시아와의 전쟁은 1830년 11월에 젊은 애국자들이 남의 의견에 좌우되어 일으킨 것으로 빠르거나 느린 것 보다는 시기가 나빴다고 기술했다. 1828년 러시아가 터키와 전쟁 중일 때 봉기를 일으켰다면 러시아가 폴란드에 이 정도 대규모 군대를 투입하지는 못했고, 전개는 다르지 않았을까라는 의견도 있다. 러시아의 프지레프스키(Puzyrevsky) 장군을 시작으로 다수의 군사평론가는 두 나라 사이에는 국력에 커다란 차이가 있음에도 불구하고, 폴란드가 항상 좋은 찬스와 위치를 갖고 행동하고, 교묘한 군사작전을 전개했다고 보았다. 러시아는 180,000명에 이르는 훈련된 병력을 보냈으나, 대치한 폴란드는 병력이 70,000명으로 그중 30%가 개전시에 고용된 확실한 신병들이었다.
폴란드에서 봉기한 폴란드인의 무정부상태와 단결력의 부재가 폴란드 민족의 패배의 원인이라고 보는 견해도 있다. 반란이 본격적으로 시작될 때, 사람들은 의견의 분열이 패배를 부르는 것을 두려워해 어떠한 비판도 없이 지도자에게 전제적 권력을 주었다. 불운하게도 과거의 공적에 기대해 지도자로 선택한 인물은 기대했던 지도력을 발휘하지 못했다. 거기에 그들 지도자의 다수가 봉기의 성공을 믿지 않았다.
군사적으로 폴란드군이 만약 전선을 리투아니아에 한정하는데 성공하고, 폴란드에 공격해 들어오는 러시아군을 분단시켰다면 성공할 가능성도 있었다.
11월 봉기가 끝난 뒤 폴란드에서 프랑스로 망명한 여성들은 고향의 상실을 애도하기 위해 검은 리본과 보석을 착용했다. 1999년에 공개된 안제이 바이다 감독의 영화 "판 타디우슈"(Pan Tadeusz)의 첫 장면에도 같은 모습의 여성들이 등장하였다.

## 같이 보기
- 쇼팽
- 연습곡 Op. 10, 12번 (쇼팽)

## 참고 문헌
- (폴란드어) Andrzej Garlicki (2003). 《Historia 1815-1939; Polska i świat》. Warsaw, Scholar. 444쪽. ISBN 83-7383-041-3.
- (영어) 〈Modern Synchronology〉. 《Synchronology of the Principal Events in Sacred And Profane History》. Kessinger Publishing Company. 324쪽. ISBN 1-4179-5419-1.[깨진 링크(과거 내용 찾기)]
- (러시아어) ?. “Польское восстание 1830 и 1863 г. (Polish uprisings of 1830 and 1863)”. 2019년 1월 16일에 원본 문서에서 보존된 문서.
- (러시아어) Vsevolod Voronin. “Польское восстание 1830-1831 гг. (Polish uprising of 1830-1831)”. 《Slovo, Orthodox educational portal》. 2008년 6월 1일에 원본 문서에서 보존된 문서.